# Janusz L. Sobolewski
Janusz Leopold Sobolewski (ur. 27 kwietnia 1954 w Lęborku) – polski dziennikarz, pisarz.

## Życiorys
Absolwent Wydziału Organizacji i Zarządzania Przemysłem Akademii Górniczo-Hutniczej w Krakowie (1981) oraz Podyplomowego Studium Dziennikarskiego Uniwersytetu Jagiellońskiego (1984). Reporter m.in. „Dziennika Polskiego”, „Życia Literackiego”, „Wieści”, „Gazety Krakowskiej”, „Faktów”. Laureat ogólnopolskich konkursów na reportaż.
Samodzielny organizator ogólnopolskiego konkursu na reportaż i wydawca książki pokonkursowej Pielgrzymka Jana Pawła II do Polski (PBUD „Report” 1991). Promotor pisania biografii-wspomnień przez autorów amatorów i redaktor opracowań biograficznych kilku rodzin.
Nominowany do tytułu „Dziennikarza Roku” w konkursie „Grand Press '2011” za książkę I zamknę cicho drzwi....

## Publikacje
Autor i współautor książek:
- Prestiż w poniewierce [w:] Bez dystansu, IWZZ 1986
- Kucharz [w:] Bez dystansu II – Niepokorni, IWZZ 1987
- Prośba Pyzików, Czepianie się fraka [w:] Drugi bieg sztafety, Instytut Wydawniczy Związków Zawodowych 1988
- Sprinter, czyli scenariusz biegu krótkiego [w:] Bez retuszu, Krajowa Agencja Wydawnicza 1989, ISBN 83-03-02600-3
- Gorycz i czar wspomnień [w:] Sposób na życie, Wydawnictwo Spółdzielcze 1989, ISBN 83-209-0759-4
- "Złoty FON - Złota zagadka Jachniaka", Krakowskie Wydawnictwo Prasowe, Kraków 1990[4]
- Misja Papieskiej Róży, Mamiko 2002, ISBN 83-915155-3-2[5]
- I zamknę cicho drzwi..., Mamiko 2011, ISBN 978-83-60224-62-5[6]

## Nagrody i wyróżnienia
- Nagroda specjalna w ogólnopolskim konkursie o współczesnych problemach Kaszub i Kociewia (1978)[7]
- Wyróżnienie w Turnieju Reporterów „itd” (1979)[8]
- Pierwsza nagroda w konkursie „Prowincja '81” miesięcznika „Przemiany” (1981)[9]
- Wyróżnienie w konkursie im. F. Gila (1982)[10]
- Wyróżnienie w konkursie „Pejzaże wiejskie” tygodnika „Nowa Wieś” (1984)[11]
- Pierwsza nagroda w konkursie „Kontaktów” (1984)[12]
- Nagroda Główna Wojewody Zamojskiego za reportaż o problemach Zamojszczyzny (1986)[13]
- Wyróżnienie i nagroda w konkursach „Magazynu Hutniczego” (1987)[14]
- Nagroda w konkursie „Przeglądu Tygodniowego” (1987)[15]
- Nagroda w konkursie „Prawa i Życia” (1988)[16]
- Wyróżnienie w konkursie „Trybuny Opolskiej” (1989)[17]

## Rodzina
Żona Krystyna, syn Bartłomiej. Rodzice: Anna Sobolewska i Leopold Sobolewski.